# Taxlent
Taxlent (în arabă تاكسلانت) este o comună din provincia Batna, Algeria.
Populația comunei este de 8.605 locuitori (2008).